# Episodi di The Bad Guy (prima stagione)
La prima stagione della serie televisiva The Bad Guy, composta da sei episodi, è stata pubblicata su Amazon Prime Video l'8 dicembre 2022 con i primi tre episodi, dopo essere stata presentata in anteprima al quarantesimo Torino Film Festival. Gli ultimi tre sono distribuiti dal 15 dicembre 2022.
| n° | Titolo                 | Pubblicazione in Italia |
| -- | ---------------------- | ----------------------- |
| 1  | Il magistrato buono    | 8 dicembre 2022         |
| 2  | Talpe                  | 8 dicembre 2022         |
| 3  | Tu quoque...           | 8 dicembre 2022         |
| 4  | La natura non si ferma | 15 dicembre 2022        |
| 5  | Vitti 'a luce          | 15 dicembre 2022        |
| 6  | /al·lor·quàn·do/       | 15 dicembre 2022        |

## Il magistrato buono
Nino Scotellaro, magistrato dal carattere burbero, fortemente attivo nella lotta alla mafia, da anni tenta di catturare il boss latitante Mariano Suro, colpevole di oltre 200 omicidi. Nella vita ha un rapporto conflittuale sia con sua moglie Luvi, avvocato di successo e figlia di un noto giudice ucciso da Cosa nostra una ventina di anni prima, sia con sua sorella Leonarda, carabiniere raccomandata da lui stesso per entrare nelle forze dell'ordine, ma molto capace e propositiva. La sua vita cambia improvvisamente quando viene arrestato la sera in cui, presso il teatro Politeama Garibaldi di Palermo, sta assistendo alla proiezione della fiction Il magistrato buono, che racconta proprio la vicenda del suocero ucciso. Scotellaro viene accusato da alcuni mafiosi, intercettati al telefono, di essere colluso proprio con Suro. Difeso da sua moglie, successivamente viene condannato dal tribunale di Caltanissetta a quindici anni di reclusione con l’accusa di concorso esterno in associazione mafiosa.
Cinque anni dopo, ottenuto il regime di semilibertà, un furgone della Polizia Penitenziaria scorta Scotellaro e altri detenuti nell'Italia continentale per iniziare i lavori socialmente utili attraversando un distopico Ponte sullo stretto di Messina, il quale cede di schianto, facendo cadere tutti i veicoli in mare. La costruzione del ponte pare fosse stata appaltata ad aziende vicine a Cosa Nostra. Nino, creduto morto, riesce invece miracolosamente ad uscire dalla camionetta e risalire in superficie, e a raggiungere con un pullman Cupoli, in Abruzzo, venendo accolto da Salvatore Tracina, storico rivale di Suro, con l’intento di ottenere così la sua personale vendetta.
- Guest: Andrea Purgatori (se stesso), Enrico Mentana (se stesso), Valentina Bendicenti (se stessa).
- Altri interpreti: Enrico Lo Verso (Ernesto Lanzardo), Bebo Storti (Francesco Maria Mormora), Nicoletta Carbonara (moglie di Nicola), Ivan Giambirtone (Emanuele Grongo), Antonella Liuzzi (Luvi Bray attrice).

## Talpe
Scotellaro prende la decisione di uccidere Mariano Suro al battesimo del nipote nato dall’unione tra sua figlia Teresa ed Enzuccio, figlio di Salvatore Tracina, e torna così in Sicilia con la nuova identità di Balduccio Remora, parente del boss di cui nessuno ha più notizie da quando alla fine degli anni ottanta era emigrato in Perù con i genitori e che quindi nessuno della famiglia può più riconoscere. L’evento viene spostato all’ultimo minuto da una villa, dove tra il personale del catering ci sono carabinieri infiltrati in un’operazione condotta da Leonarda Scotellaro, a un capannone. Nel bel mezzo della festa, mentre Scotellaro aggredisce alle spalle quello che pensa essere Mariano Suro atterrandolo, Salvatore Tracina, appostato come cecchino su una scala, uccide gran parte degli invitati della famiglia rivale.
- Altri interpreti: Enrico Lo Verso (Ernesto Lanzardo), Aurora Quattrocchi (Natalia), Barbara Tabita (Priscilla Suro), Nicoletta Carbonara (moglie di Nicola), Ivan Giambirtone (Emanuele Grongo).

## Tu quoque...
Salvatore ed Enzuccio Tracina si rifugiano con la moglie e Scotellaro alias Remora nel loro quartier generale, il parco acquatico Wowterworld, mentre il piccolo Marianuccio si trova ancora nelle mani dei Suro. Enzuccio si accorda in gran segreto con Cataldo Palamita, braccio destro del suocero, per consegnargli il padre, loro storico nemico, in cambio di suo figlio e lo scambio deve avvenire al ristorante ecosolidale “La Fattoria” dello chef Biagio Sigano noto come "Gambero Rosso", ex contrabbandiere vicino ai Tracina. 
Qui però Enzuccio dà di matto contro il padre e il piano fallisce: gli uomini di Palamita, dopo aver fatto irruzione nel locale, vengono fatti saltare in aria con una bomba a mano durante la fuga nelle cantine con Salvatore Tracina e Scotellaro che riescono a fuggire a bordo di un furgone guidato dal fidato Domenico Cuore dopo che Enzuccio è stato ucciso dal padre nel tunnel. Palamita invece viene arrestato all’uscita da Leonarda, accorsa sul posto dopo essere stata avvisata proprio da Cuore, suo informatore. 
- Guest: Colapesce Dimartino (se stessi).
- Altri interpreti: Paolo Macedonio (Biagio Sigano), Eugenio Papalia (capo animalista), Dario Battaglia (Arturo), Tess Masazza (animatrice Wowterworld).

## La natura non si ferma
Palamita chiede di essere difeso dalla moglie di Scotellaro in coppia con il collega Matteo Boccanera ma Luvi si rifiuta. Scotellaro entra in confidenza con Teresa e le regala un ciondolo con una tartaruga che contiene un segnalatore GPS e la accompagna alla farmacia di Priscilla Suro, sopravvissuta all’agguato alla festa per fare in modo che Teresa si avvicini al padre, scoprendo che è Priscilla che sta curando il figlio di Teresa e che questa non è più gradita alla famiglia Suro. Una notte, durante degli spari di fuochi d’artificio, Nino uccide a sassate sulla spiaggia Salvatore mentre sta tentando di violentare Teresa.
- Altri interpreti: Enrico Lo Verso (Ernesto Lanzardo), Barbara Tabita (Priscilla Suro), Alfio Sorbello (Santino Cavalcanti), Gabriele Cicirello (Amleto), Eugenio Papalia (capo animalista), Dario Battaglia (Arturo), Ivan Giambirtone (Emanuele Grongo), Antonella Liuzzi (Luvi Bray attrice).

## Vitti 'a luce
Ercole Pagro viene scelto come commissario per la ricostruzione del ponte sullo stretto e poco dopo riceve a casa uno scatolone pieno di contanti. 
Nino diventa il capo di ciò che è rimasto del clan Tracina manifestando l’intenzione di convocare la Commissione provinciale dopo 20 anni per fermare Suro insieme alle altre famiglie.
Luvi decide di difendere Palamita e inizia a preparare con lui la strategia difensiva. Il mafioso, dopo una prova di uno spettacolo teatrale dei carcerati, viene accoltellato da un altro detenuto che era stato istruito in realtà da Leonarda Scotellaro per spingerlo a collaborare. Palamita in ospedale infatti, dopo aver rivelato a Leonarda che Nino è stato incastrato ad hoc, dice che vuole pentirsi e accetta la proposta di Luvi di uccidere Suro.
Nino capisce che l’informatore dei ROS è Domenico Cuore il quale, mentre viene messo di fronte alla possibilità di scappare dalla Sicilia, viene ucciso con un colpo in fronte da Mario. Nino riunisce la commissione provinciale e si accorda con i capimandamento riguardo alla ricostruzione del ponte sullo stretto e all’eliminazione di Mariano Suro.
- Guest: Enrico Mentana (se stesso), Frank Matano (regista teatrale).
- Altri interpreti: Marco Ripoldi (Ercole Pagro), Désirée Giorgetti (moglie di Pagro), Emma Trovarelli (Sofia Pagro), Gabriele Cicirello (Amleto), Simone Bonelli (Mimì Starnace), Toni Pandolfo (Egidio Sciarrano), Natale Russo (Lillo Donzella), Mario Pupella (Onofrio Dragonetto), Giuseppe Lo Piccolo (capomandamento di Bocca di Falco), Alfredo Li Bassi (capomandamento di Calatafimi), Vincenzo Failla (capomandamento di Cinisi), Dario Veca ( capomandamento di Passo di Rigano), Nicoletta Carbonara (moglie di Nicola).

## /al·lor·quàn·do/
Teresa aggredisce in farmacia la collega di Priscilla ma questa è sparita con Marianuccio mentre diversi affiliati del clan Suro vengono trucidati visto il loro rifiuto di rivelare dove si trovi il boss. Nel tragitto tra l’ospedale e il carcere dell’Ucciardone, Leonarda inscena un agguato di un commando per far scappare Palamita con Luvi. L’avvocata tuttavia fa scappare di proposito Palamita quando capisce che la cognata grazie a lui vuole solamente arrestare e non uccidere Suro per ottenere risalto ma poi lo atterra con una freccia per poi portarlo a casa sua.
Su segnalazione di Luvi, Leonarda viene fermata dai colleghi carabinieri con l’accusa di aver fatto evadere il mafioso. Nino riesce a farsi dire da Mimì Starnace, muratore esperto di rifugi segreti, dove si trova Suro e insieme al suo gruppo e agli altri capimandamento raggiunge il covo. Tuttavia il gruppo viene stordito con un gas nel tunnel del covo: in casa del padre Teresa ritrova Marianuccio mentre Nino quando si risveglia si trova a tu per tu con Mariano Suro il quale gli chiede chi sia.
- Altri interpreti: Simone Bonelli (Mimì Starnace), Toni Pandolfo (Egidio Sciarrano), Natale Russo (Lillo Donzella), Mario Pupella (Onofrio Dragonetto), Giuseppe Lo Piccolo (capomandamento di Bocca di Falco), Alfredo Li Bassi ( capomandamento di Calatafimi), Vincenzo Failla (capomandamento di Cinisi), Dario Veca (capomandamento di Passo di Rigano), Dario Battaglia (Arturo).